# Hermann von Büren (Domherr, † 1454)
Hermann von Büren (* im 14. Jahrhundert; † Juli 1454 in Varlar) war Domherr in Münster.

## Leben
Hermann von Büren entstammte als Sohn des Wilhelm II. von Büren zu Davensberg (* um 1332, † nach 1425) dem westfälischen Adelsgeschlecht Büren, das zeitweise eines der mächtigsten im Bistum Paderborn war. Von seiner Mutter ist nur der Vorname Goda überliefert.
Hermann findet am 10. April 1415 erstmals als Domherr zu Münster urkundliche Erwähnung. In der Münsterischen Stiftsfehde stand er auf der Seite des Walram von Moers, nahm im Juli 1454 an der Schlacht bei Valar teil und verlor bei den Kampfhandlungen sein Leben.